# Ланчак Ярослав Олександрович
Ланчак Ярослав Олександрович (нар. 26 вересня 1948, м. Жидачів Львівської області) — український кінорежисер. Член Національної спілки кінематографістів України.

## Життєпис
Закінчив кінофакультет Київського державного інституту театрального мистецтва ім. І. Карпенка-Карого (1975 р.), де зараз викладає кінорежисуру.

## Доробок
На Київській кіностудії ім. О. П. Довженка поставив фільми:
- «А ну її, цю любов» (1975, Приз кінофестивалю «Молодість»),
- «Скляне щастя» (1981),
- «Неспокійне літо» (1981),
- «Все починається з любові» (1984),
- «Із житія Остапа Вишні» (1991),
- «Життя, як день» (1993).